# Manuele Cricca
Manuele Cricca (ur. 7 stycznia 1981 w Rawennie) – włoski siatkarz występujący obecnie w Serie A, w drużynie Top Volley Latina. Gra na pozycji środkowego. Mierzy 200 cm.

## Kariera
- 1996–1998  Porto Rawenna
- 1998–2000  Vallaverde Rawenna
- 2000–2001  Porto Rawenna
- 2001–2005  Conad Volley Forli
- 2005–2005  Samia Schio
- 2005–2006  S.E.C Isernia
- 2006–2007 Top Volley Latina
- 2007–2009  Esse-Ti Carilo Loreto
- 2009- Sempre Volley Padwa